# Saint-Symphorien-de-Mahun
 Saint-Symphorien-de-Mahun  là một xã ở tỉnh Ardèche, vùng Rhône-Alpes ở đông nam nước Pháp.